# Dekanat Babimost
Dekanat Babimost – jeden z 30 dekanatów należący do diecezji zielonogórsko-gorzowskiej, metropolii szczecińsko-kamieńskiej, Kościoła rzymskokatolickiego w Polsce.

## Władze dekanatu
- Dziekan: ks. Jacek Heyduk
- Wicedziekan: ks. kan. dr Andrzej Drutel
- Ojciec duchowny: ks. kan. Jerzy Kordiak

## Parafie
- Babimost – Parafia św. Wawrzyńca, w której znajduje się sanktuarium Matki Bożej Gospodyni Babimojskiej

Babimost – Kościół filialny pw. św. Jacka
Podmokle Wielkie – Kościół filialny pw. św. Józefa Rzemieślnika
- Brójce – Parafia pw.  Imienia Najświętszej Maryi Panny

Brójce – Kościół filialny pw. św. Michała Archanioła
Łagowiec – Kościół filialny pw. św. Jana Chrzciciela
Panowice – Kościół filialny pw. Najświętszej Maryi Panny Rokitniańskiej
- Chociszewo – Parafia pw. św. Jana Chrzciciela

Lutol Suchy – Kościół filialny pw. św. Piotra i Pawła Apostoła
Rogoziniec – Kościół filialny pw. św. Józefa
- Dąbrówka Wlkp. – Parafia pw. Niepokalanego Poczęcia Najświętszej Maryi Panny i św. Jakuba Apostoła
- Kosieczyn – Parafia pw. świętych Apostołów Szymona i Judy Tadeusza

Kręcko – Kościół filialny pw. Przemienienia Pańskiego
Nowa Wieś – Kaplica pw. Matki Bożej Częstochowskiej
Kosieczyn – Kaplica  św. M. M. Kolbe
Kosieczyn – Kaplica  Wszystkich Świętych
- Trzciel – parafia pw. św. Wojciecha Biskupa i Męczennika

Lutol Mokry – Kościół filialny pw. Niepokalanego Poczęcia NMP
Sierczynek – Kościół filialny pw. M.B. Częstochowskiej
Rybojady – Kaplica  św. Józefa Rzemieślnika:
Siercz – Kaplica  św. Marii Magdaleny
- Zbąszynek – Parafia pw. Macierzyństwa Najświętszej Maryi Panny

Chlastawa – Kościół filialny pw. Narodzenia NMP
Zbąszynek – Kościół filialny pw. św. Apostołów Piotra i Pawła